# Majayjay
Majayjay est une localité de la province de Laguna, aux Philippines. En 2015, elle compte 27 792 habitants.